# Olívia Santana
Olívia Santana   (Salvador, 25 de març de 1967) Maria Olívia Santana és una política, educadora i activista del moviment de dones negres brasilera.

## Biografia
Militant històrica per la causa negra, i secretària municipal d'Educació de Salvador, Maria Olívia Santana -“A negona da cidade”- actua com a regidora i és membre del Fòrum de Dones Negres, i del Consell de Promoció de la Igualtat Ètnica. És filla d'una empleada domèstica i d'un fuster, de família pobra a Ondina, amb una infantesa amb moltes privacions. La seua mare va tenir vuit fills, dels quals només sobrevisqueren tres: ella i dos més.
Començà a treballar com a netejadora, als 14 anys, en una escola, per a ajudar a la família. Al 1987, aprova l'examen d'ingrés en la Universitat Federal de Bahia i estudia pedagogia. Ja graduada, entra en el moviment estudiantil.

## Altres activitats[calcitació]
- Dirigent Nacional del Partit Comunista del Brasil
- Integrant del Consell Nacional de Promoció de la Igualtat Ètnica
- Integrant del Fòrum de Dones Negres
- Presidenta de la Comissió d'Educació, Cultura, Esport i Recreació de la Cambra Municipal de Salvador
- Exsecretària d'Educació i Cultura de Salvador

## Accions durant el mandat de regidora
Accions durant el mandat de regidora
- Dia Municipal de la Intolerància Religiosa (més tard esdevingué llei nacional)
- Medalla Zumbi de Palmares
- Llei Municipal del Llibre i de la Cultura de la Lectura

## Algunes publicacions
- 28 de gener 2001, Jornal A Tarde. “A cidade, o voto e o “menino maluquinho”. Anàlisi sobre l'actual situació de Salvador, on els paupèrrims estan a la vora d'un precipici.
- 24 de novembre 2010. Salve Zumbi e João Cândido, o mestre sala dos mares.
- 16 de novembre 2010. Lobato, negros e mayaras.
- 4 d'agost 2010. Igualdade Racial. Estatut da Igualdade: lamentar ou seguir em frente? El president Lula sancionà la Llei 12.288/2010, que institueix l'Estatut d'Igualtat Ètnica.
- 18 de maig 2010. Cultura. A Cidade e a cultura.
- 25 de gener 2010. Sobrou para a Macumba?.[4]